# 麥當勞道
麥當勞道（英語：MacDonnell Road），舊稱麥當奴道，是一條位於香港港島中半山的道路。道路西端連接花園道，東端則連接堅尼地道。道路以第六任香港總督麥當奴爵士（Sir Richard Macdonnell）命名，跟美式快餐店麥當勞無關，而此街道亦沒有該快餐店。

## 鄰近設施
麥當勞道最有名的是麥當勞道2號聖約翰大樓，它的名字跟花園道33號的聖約翰大廈相似，所以前者多被稱為「麥當勞道2號」，或者以其用途名之「香港聖約翰救護機構總部」。
麥當勞道是人稱的高尚住宅區，大部分住宅單位為一千平方英尺以上，只有雨時大廈提供24伙300－400平方英尺的細單位，部分單位更已經相連。
麥當勞道為中環名校網區，名校包括有香港名人輩出的聖保羅男女中學。
該處有一座「麥當勞道公廁」，於1911年建成，有過百年歷史。

## 相關事件

### 流行文化
2023年的五一黃金週，麥當勞道成為中國內地旅客訪港的熱門景點，遊客相繼在社交平台發布手持麥當勞道（MacDonnell Road）中文同名的麥當勞（McDonald's）外賣包裝與街道牌的合照打卡，事件引起香港網民熱議。

## 鄰近設施
- 香港基督教女青年會
- 聖保羅男女中學
- 香港聖約翰救護機構總部
- 山頂纜車麥當勞道站
- 基督科學教會香港第一分會

## 居住名人
- 陳百強，香港著名歌手。
- 馮小剛，內地著名導演。
- 張涵予，內地著名演員。
- 李惠貞，百老匯攝影器材有限公司老闆李子良的妹妹

## 交通
途經此道路的公共交通有連接太平山的山頂纜車，來往中環及金鐘的城巴12A線，以及來往中環香港站的小巴1A線。

## 圖集

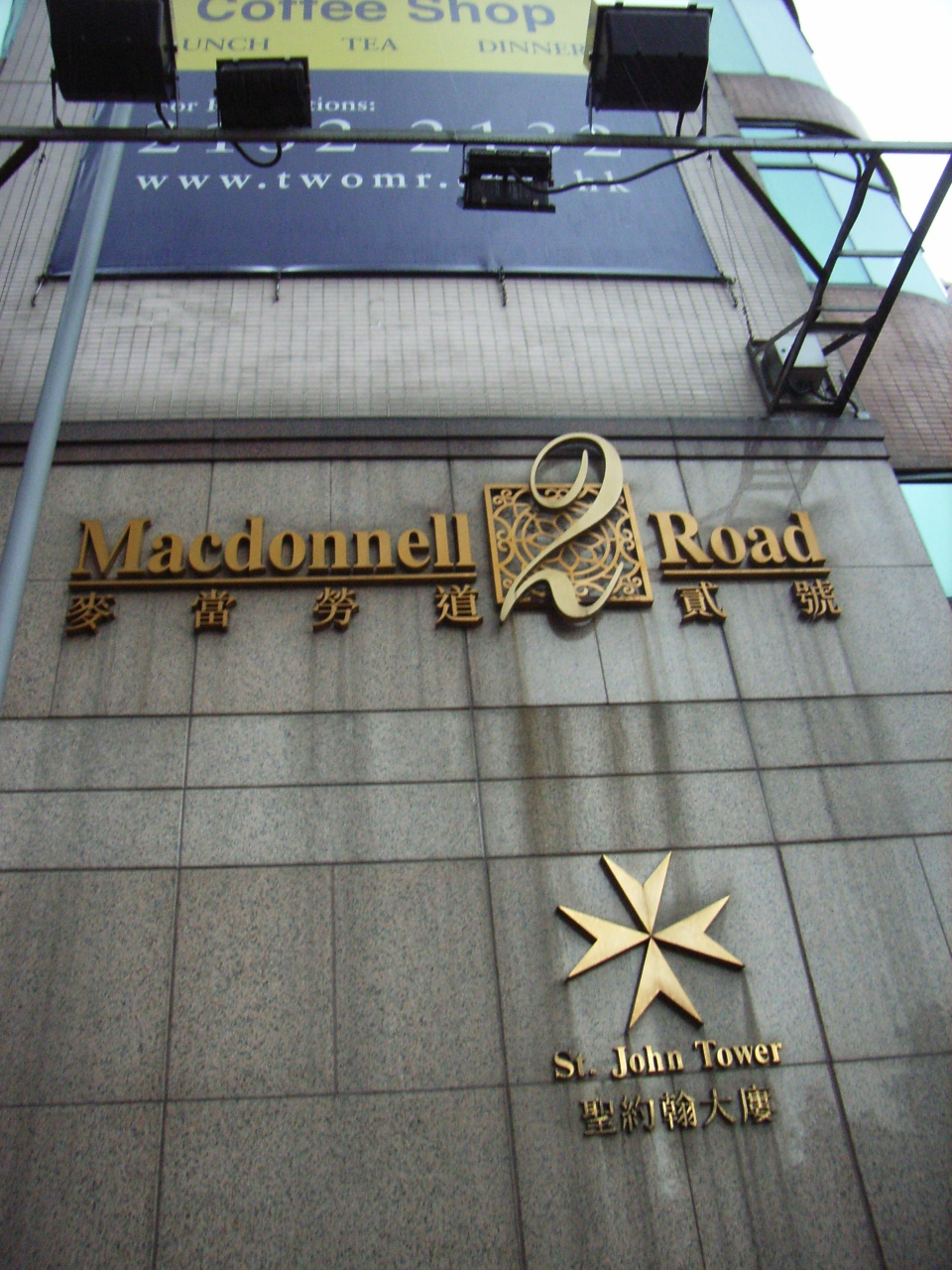
麥當勞道2號
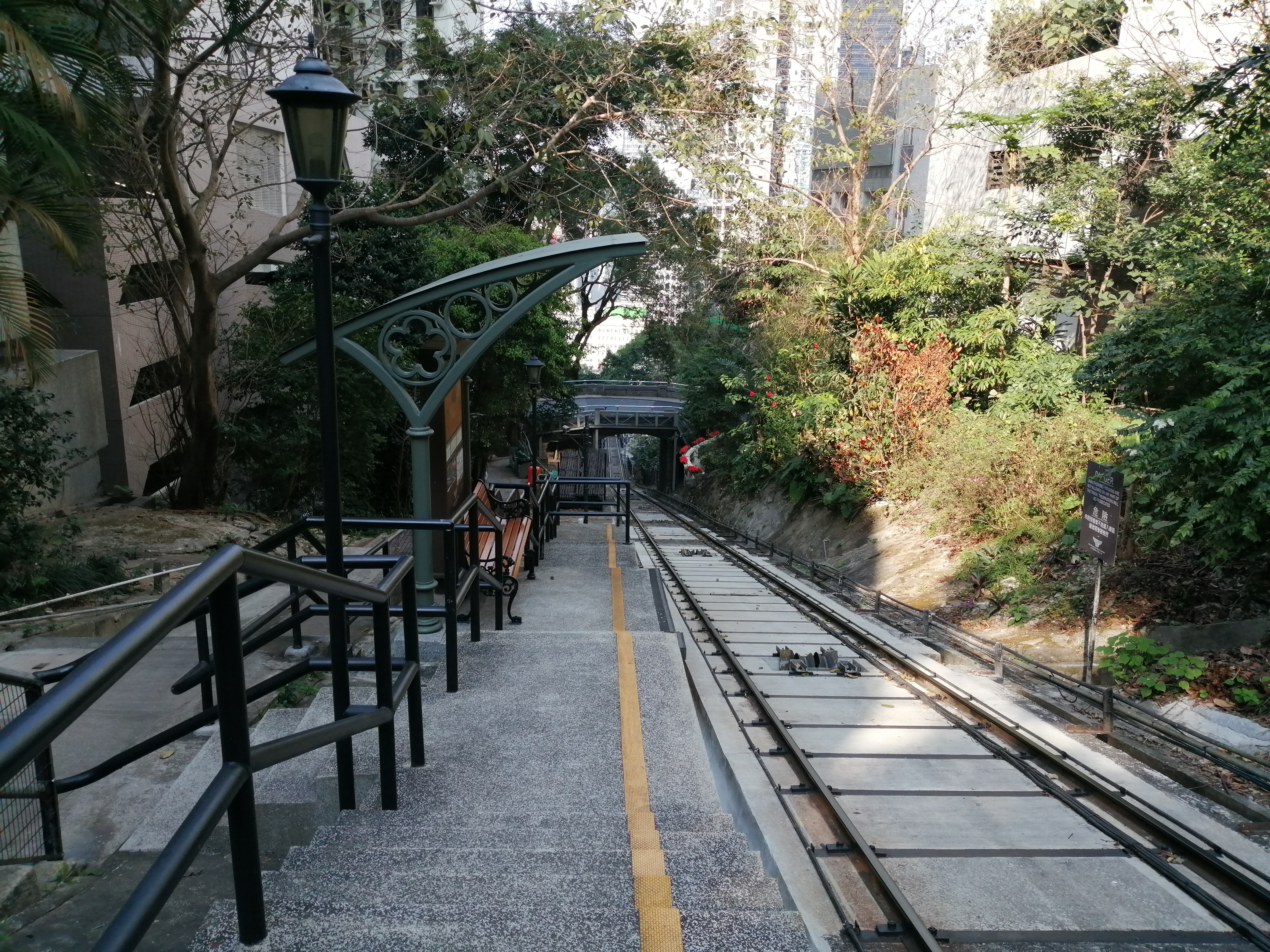
麥當勞道山頂纜車站
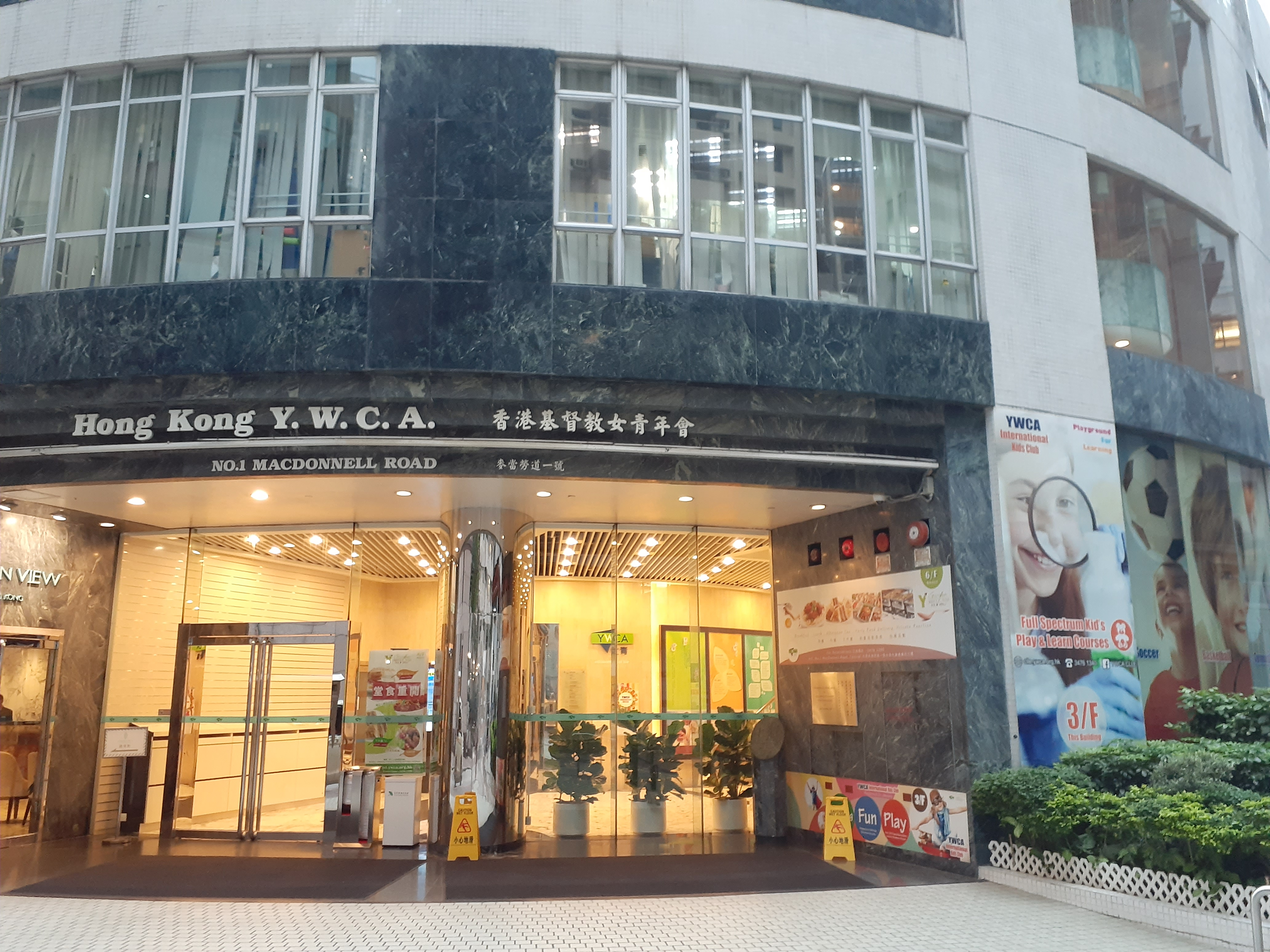
香港基督教女青年會在麥當勞道1號
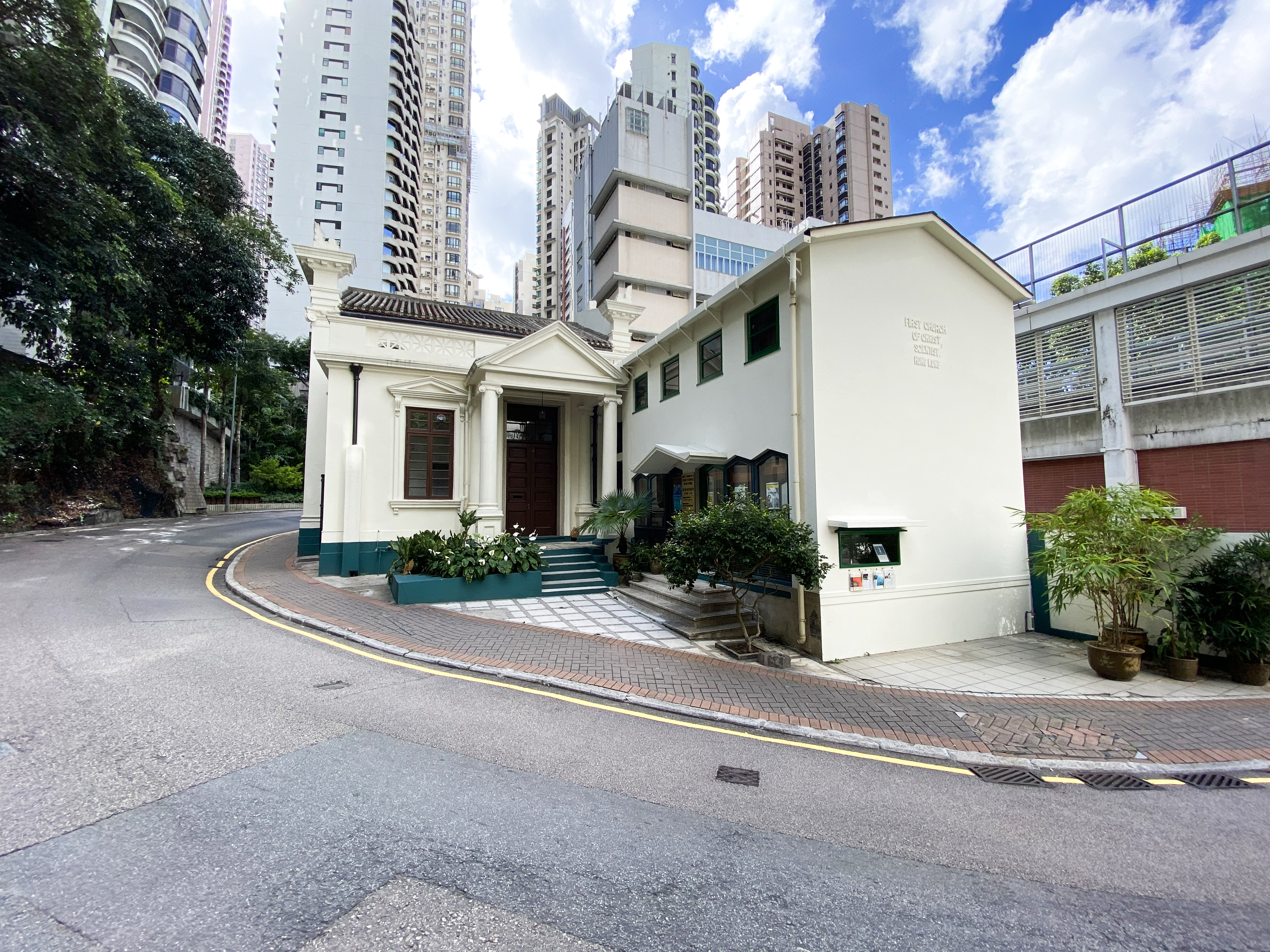
基督科學教會香港第一分會為二級歷史建築
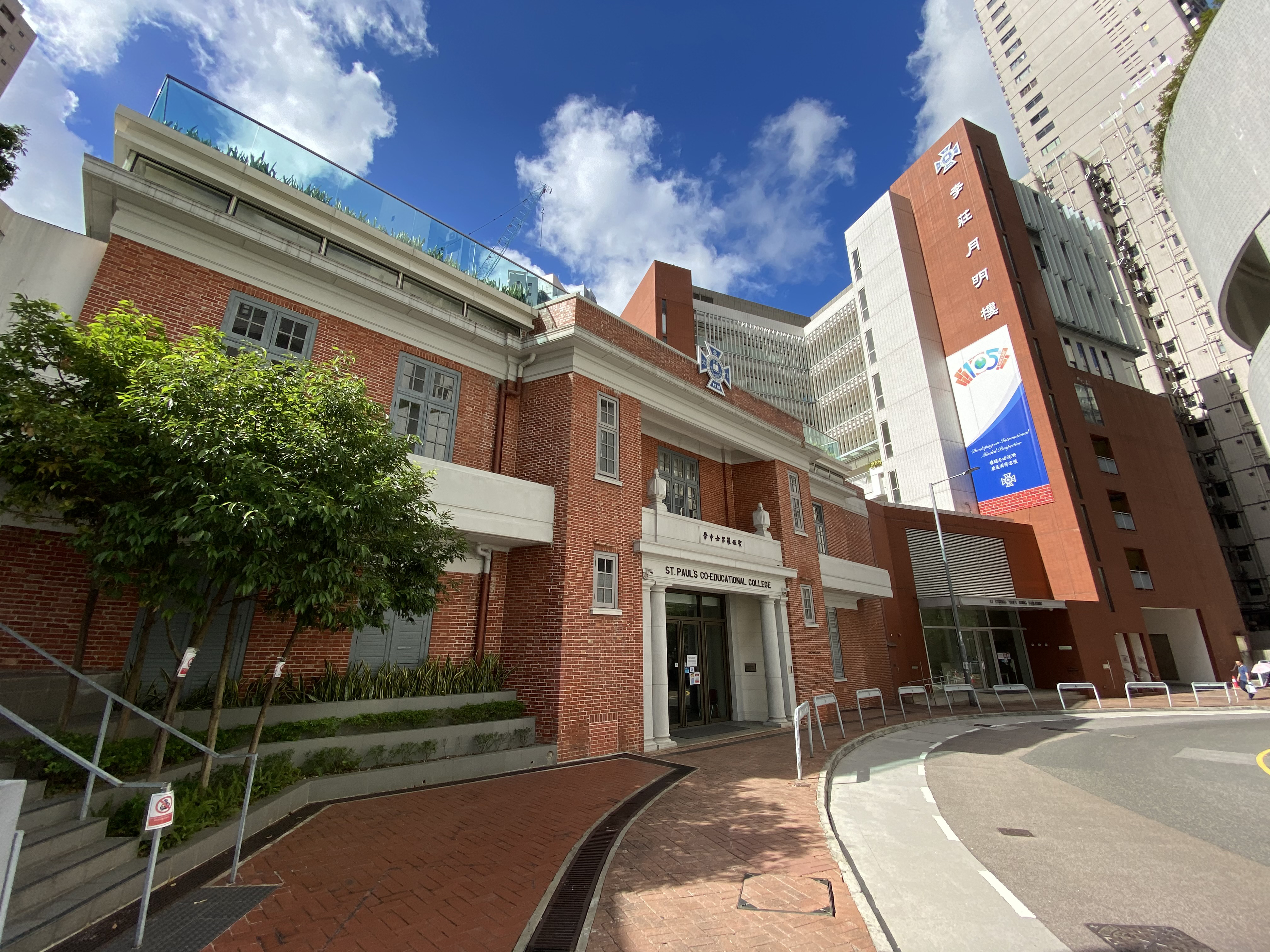
聖保羅男女中學